# Miasto Sveta Nedelja
Miasto Sveta Nedelja (chorw. Grad Sveta Nedelja) – jednostka administracyjna w Chorwacji, w żupanii zagrzebskiej. W 2011 roku liczyła 18 059 mieszkańców.